# Veta landskommun
Veta landskommun var en tidigare kommun i Östergötlands län.

## Administrativ historik
När 1862 års kommunalförordningar trädde i kraft inrättades i Sverige cirka 2 500 kommuner. Huvuddelen av dessa var landskommuner (baserade på den äldre sockenindelningen), vartill kom 89 städer och åtta köpingar. I Veta socken i Vifolka härad i Östergötland inrättades då denna kommun.
Vid kommunreformen 1952 uppgick denna  i storkommunen Vifolka landskommun som 1971 uppgick i Mjölby kommun.

## Politik

### Mandatfördelning i Veta landskommun 1938-1946
| 2 | 11 | 3 | 4 |

| 20 |

| 2 | 11 | 3 | 2 | 2 |

| 19 |

| 2 | 10 | 4 | 3 | 1 |

| 18 |